# Ludi capitolini
Ludi Capitolini o Ludi magni furono giochi con scadenza annuale con ogni probabilità istituiti a Roma da Furio Camillo, per celebrare la vittoria e la reazione contro gli invasori Galli. Celebre la loro cacciata dal Campidoglio nel 389 a.C.
Tali ludi venivano festeggiati per le idi di ottobre, verso il 15 del mese.
Le gare comprendevano giochi di forza fisica, corse, ed esercizi musicali. Da Domiziano, nell'86 invece assunsero termini quadriennali, inglobando gare ippiche e poetiche. Com'era uso dei romani, anche durante tali manifestazioni venivano distribuite prebende e doni ai popolani più bisognosi. Esiste però anche una leggenda che vede attribuire a Romolo la nascita dei ludi.